# Soda Stereo
I Soda Stereo sono stati un gruppo musicale rock argentino formatosi a Buenos Aires nel 1982. 
Il gruppo è stato attivo dal 1982 al 1997, nel 2007 per una reunion e poi nuovamente dal 2020 al 2022.

## Storia del gruppo
Nel 1981 il cantante e chitarrista Gustavo Cerati e il bassista Héctor Juan Pedro Bosio, poi noto con il nome d'arte Zeta Bosio, si sono incontrati in Uruguay. In seguito si unì al duo, che così diventò un gruppo, il batterista Carlos Alberto Ficicchia, noto poi come Charly Alberti, figlio d'arte, in quanto suo padre era il batterista jazz Tito Alberti, di origini siciliane. La band registrò una demo a nome Los Estereotipos, prima di cambiare nome in Soda Stereo.
Il gruppo guadagnò popolarità dal vivo e nel 1984 pubblicò il primo album in studio, l'eponimo Soda Stereo, prodotto da Federico Moura, all'epoca cantante del gruppo argentino Virus. Il secondo album della band Nada Personal venne diffuso nel novembre 1985.
Tra il 1985 ed il 1986 i Soda Stereo fecero un tour latinoamericano con tappe in Colombia, Costa Rica, Perù e Cile ed alcuni concerti in California (Stati Uniti). Nel novembre 1986 venne pubblicato il terzo album Signos, con il tour seguente che ebbe grande successo in tutta l'America Latina e che portò alla pubblicazione di un album dal vivo dal titolo Ruido Blanco.
Nel settembre 1988 venne pubblicato Doble Vida, quarto album in studio, prodotto da Carlos Alomar, già collaboratore di David Bowie, Mick Jagger, Simple Minds, Iggy Pop e Paul McCartney. Il disco venne registrato e mixato a New York.
Dopo l'uscita dell'EP Languis (1989), il gruppo pubblicò il quinto album Canción Animal nel settembre 1990. Questo album è considerato tra i migliori album di tutti i tempi del genere latin rock ed è stato registrato a Miami (Florida) con l'ausilio di numerosi esponenti della scena rock argentina dell'epoca.
Dopo un imponente tour in Argentina e alcune tappe in America del Sud e Messico, nel 1992 il gruppo intraprese un tour in Spagna. Sempre nel 1992 Cerati pubblicò un album collaborativo con il produttore Daniel Melero dal titolo Colores Santos. Si tratta del primo lavoro per Gustavo Cerati lontano del band; un disco con sonorità vicine alla neopsichedelia e alla musica elettronica.
Il successivo album dei Soda Stereo fu Dynamo, pubblicato nell'ottobre 1992. Il disco, con sonorità shoegaze, spiazzò il pubblico della band e non ottenne il successo dei precedenti lavori. Nel 1993 Cerati pubblica il suo primo vero album da solista Amor Amarillo.
Nel 1994 il figlio di Zeta Bosio morì in un incidente stradale e questo evento colpì il bassista del gruppo, che decise di prendersi una pausa dalla attività di musicista. Nel giugno 1995 venne pubblicato Sueño Stereo, settimo e ultimo album in studio del gruppo, che ottenne un successo immediato. Nel 1996 viene pubblicato Comfort y Música Para Volar, un album in parte dal vivo e in parte in studio, le cui tracce dal vivo vennero registrate a Miami per lo show MTV Unplugged. Il 30 ottobre 1996 i Soda Stereo divennero il primo gruppo latinoamericano a trasmettere un concerto dal vivo su internet.
Inaspettatamente il gruppo annunciò il proprio scioglimento nel maggio 1997 tramite un comunicato stampa. La band tenne comunque un tour di addio con tappe in Messico, Venezuela, Cile e ovviamente Argentina. Il loro concerto finale ebbe luogo il 20 settembre allo Stadio El Monumental (River Plate Stadium) e venne pubblicato in due parti ne El Último Concierto (1997).
Nel 2002 il gruppo si è ricomposto agli MTV Video Music Awards Latin America, dove ha ricevuto il premio "Legend". 
Nel 2007, dieci anni dopo la rottura, il gruppo si è riunito per un tour unico in America Latina, che riscontrò un successo clamoroso.
Nel 2010 Gustavo Cerati ebbe un ictus dopo un concerto a Caracas. Ricoverato a Buenos Aires, cadde in coma e morì quattro anni dopo, il 4 settembre 2014 all'età di 55 anni.
Bosio e Alberti riunirono i Soda Stereo nel 2020 per il tour Gracias Totales, che comprendeva diversi ospiti tra cui il figlio di Cerati, Benito ed il frontman dei Coldplay Chris Martin, prima di sciogliersi di nuovo nel 2022.

## Formazione
- Gustavo Cerati – voce, chitarra, basso, tastiera, sintetizzatore, piano, sampler, percussioni (1982–1997, 2007, deceduto nel 2014)
- Zeta Bosio – basso, chitarra, sintetizzatore, percussioni, Chapman Stick, cori (1982–1997, 2007, 2020-2022)
- Charly Alberti – batteria, percussioni (1982–1997, 2007, 2020-2022)
- Tweety González (membro turnista e collaboratore live) - tastiera, sintetizzatore, piano, programmazione, sampler (1989–1997, 2007)

## Discografia parziale
- 1984 - Soda Stereo
- 1985 - Nada personal
- 1986 - Signos
- 1987 - Ruido Blanco  (live)
- 1988 - Doble Vida
- 1989 - Languis (EP)
- 1990 - Canción Animal
- 1991 - Rex Mix (remix)
- 1992 - Dynamo
- 1995 - Sueño Stereo
- 1996 - Comfort y Música Para Volar (live)
- 1997 - El Último Concierto A (live)
- 1997 - El Último Concierto B (live)
- 2007 - Me Verás Volver (Hits & +) (raccolta)